# La Chapelle, Allier
La Chapelle är en kommun i departementet Allier i regionen Auvergne-Rhône-Alpes i de centrala delarna av Frankrike. Kommunen ligger  i kantonen Cusset-Sud som ligger i arrondissementet Vichy. År 2022 hade La Chapelle 396 invånare.

## Befolkningsutveckling
Antalet invånare i kommunen La Chapelle
Referens: INSEE